# Aggar (stolica tytularna)
Aggar (łac. Aggaritanus) – stolica starożytnej diecezji w prowincji rzymskiej Byzacena ze stolicą w miejscowość Aggar, niedaleko Tapsus (współczesne Sida Amara w Tunezji), obecnie katolickie biskupstwo tytularne. Od 1993 biskupem tytularnym Aggar jest Antoni Długosz biskup pomocniczy częstochowski.

## Biskupi
| Lp. | Biskup                   | Funkcja                                                          | Od                   | Do               |
| --- | ------------------------ | ---------------------------------------------------------------- | -------------------- | ---------------- |
| 1   | Joseph Ludwig Buchkremer | biskup pomocniczy akwizgrański (Niemcy)                          | 28 października 1961 | 24 sierpnia 1986 |
| 2   | Alfred Kostelecky        | biskup pomocniczy wiedeński (Austria) ordynariusz polowy Austrii | 12 listopada 1986    | 10 lutego 1990   |
| 3   | František Radkovský      | biskup pomocniczy praski (Czechy)                                | 17 marca 1990        | 31 maja 1993     |
| 4   | Antoni Długosz           | biskup pomocniczy częstochowski                                  | 18 grudnia 1993      |                  |